# Steffen Deibler
Steffen Deibler (Biberach an der Riß, 10 juli 1987) is een Duitse zwemmer. Hij vertegenwoordigde zijn vaderland op de Olympische Zomerspelen 2008 in Peking en op de Olympische Zomerspelen 2012 in Londen. Zijn jongere broer Markus is eveneens zwemmer. Op de kortebaan was Deibler van 2009 to 2018 wereldrecordhouder op de 50 meter vlinderslag.

## Carrière
Bij zijn internationale debuut, op de Europese kampioenschappen kortebaanzwemmen 2004 in Wenen, strandde Deibler in de series van zowel de 50 als de 100 meter vrije slag. Samen met Benjamin Friedrich, Stefan Herbst en Carsten Dehmlow zwom hij in de series van de 4x50 meter vrije slag, in de finale legden Friedrich en Dehmlow samen met Thomas Rupprath en Jens Schreiber beslag op de zilveren medaille. Voor zijn aandeel in de series ontving hij eveneens de zilveren medaille.
De Duitser veroverde op de Europese Jeugdkampioenschappen 2005 te Boedapest goud op de 50 en de 100 meter vrije slag. Hij had op deze afstanden ook het kampioenschapsrecord. Bij de Europese kampioenschappen kortebaanzwemmen 2005 in Triëst veroverde Deibler zilver op de 100 meter vrije slag achter Filippo Magnini en werd hij vierde op de 50 meter vrije slag. Op de 4x50 meter wisselslag sleepte hij samen met Thomas Rupprath, Mark Warnecke en Johannes Dietrich de Europese titel in de wacht, samen met Marco di Carli, Jens Thiele en Jens Schreiber eindigde hij als vijfde op de 4x50 meter vrije slag.
Tijdens de Europese kampioenschappen zwemmen 2006 in Boedapest eindigde de Duitser samen met Stefan Herbst, Jens Thiele en Marco di Carli als vijfde op de 4x100 meter vrije slag. Op de Europese kampioenschappen kortebaanzwemmen 2006 in Helsinki eindigde Deibler als vijfde op zowel de 50 meter vrije slag als de 50 meter vlinderslag, op de 4x50 meter vrije slag werd hij samen met Jens Schreiber, Marco di Carli en Michael Schubert gediskwalificeerd in de finale.
In Debrecen nam de Duitser deel aan de Europese kampioenschappen kortebaanzwemmen 2007, op dit toernooi eindigde hij als vijfde op de 50 meter vrije slag en als zevende op de 100 meter vrije slag. Samen met Thomas Rupprath, Markus Deibler en Johannes Dietrich veroverde hij de Europese titel op de 4x50 meter wisselslag, op de 4x50 meter vrije slag legde hij samen met Stefan Herbst, Johannes Dietrich en Thomas Rupprath beslag op de bronzen medaille.
Tijdens de Olympische Zomerspelen van 2008 in Peking werd Deibler uitgeschakeld in de series van zowel de 50 als de 100 meter vrije slag, samen met Jens Schreiber, Benjamin Starke en Paul Biedermann strandde hij in de series van de 4x100 meter vrije slag. Op de Europese kampioenschappen kortebaanzwemmen 2008 in Rijeka eindigde de Duitser als zevende op de 100 meter vrije slag, op de 50 meter vrije slag werd hij uitgeschakeld in de halve finales en op de 200 meter vrije slag in de series. Op de 4x50 meter wisselslag sleepte hij samen met Thomas Rupprath, Marco Koch en Johannes Dietrich de zilveren medaille in de wacht, samen met Johannes Dietrich, Stefan Herbst en Leif-Marten Krüger eindigde hij als vijfde op de 4x50 meter vrije slag.

### 2009-heden
In Rome nam Deibler deel aan de wereldkampioenschappen zwemmen 2009, op dit toernooi strandde hij in de series van zowel de 50 als de 100 meter vrije slag. In oktober 2009 verbeterde hij in Aken het wereldrecord (kortebaan) op de 50 meter vlinderslag, enkele weken later verbeterde hij, tijdens de wereldbekerwedstrijd in Berlijn, nogmaals dit wereldrecord.
Tijdens de Europese kampioenschappen zwemmen 2010 in Boedapest eindigde de Duitser als vierde op de 50 meter vlinderslag en als zesde op de 50 meter vrije slag, daarnaast werd hij uitgeschakeld in de halve finales van de 100 meter vlinderslag. Op de 4x100 meter vrije slag eindigde hij samen met Markus Deibler, Stefan Herbst en Paul Biedermann op de vijfde plaats, samen met Stefan Herbst, Hendrik Feldwehr en Markus Deibler werd hij gediskwalificeerd in de finale van de 4x100 meter wisselslag. Op de Europese kampioenschappen kortebaanzwemmen 2010 in Eindhoven veroverde Deibler de Europese titel op de 50 meter vrije slag en de 50 en 100 meter vlinderslag. Op de 4x50 meter wisselslag legde hij samen met Stefan Herbst, Hendrik Feldwehr en Markus Deibler beslag op de Europese titel, samen met Markus Deibler, Stefan Herbst en Christoph Fildebrandt sleepte hij de zilveren medaille in de wacht op de 4x50 meter vrije slag. In Dubai nam de Duitser deel aan de wereldkampioenschappen kortebaanzwemmen 2010. Op dit toernooi veroverde hij de bronzen medaille op de 50 meter vlinderslag en eindigde hij als vierde op de 50 meter vrije slag, daarnaast strandde hij in de series van de 100 meter vlinderslag. Op de 4x100 meter wisselslag eindigde hij samen met Stefan Herbst, Hendrik Feldwehr en Benjamin Starke op de zevende plaats.
Tijdens de wereldkampioenschappen zwemmen 2011 in Shanghai eindigde Deibler als zesde op de 50 meter vlinderslag, op de 100 meter vlinderslag werd hij uitgeschakeld in de halve finales. Samen met Markus Deibler, Christoph Fildebrandt en Marco di Carli zwom hij in de series van de 4x100 meter vrije slag, in de finale eindigden Markus Deibler, Fildebrandt en Di Carli samen met Benjamin Starke op de zevende plaats. Op de Europese kampioenschappen kortebaanzwemmen 2011 in Szczecin eindigde de Duitser als achtste op de 50 meter vlinderslag, daarnaast strandde hij in de halve finales van de 50 meter vrije slag en in de series van de 100 meter vrije slag. Op de 4x50 meter wisselslag legde hij samen met Christian Diener, Erik Steinhagen en Stefan Herbst beslag op de bronzen medaille, samen met Markus Deibler, Stefan Herbst en Tom Siara eindigde hij als vierde op de 4x50 meter vrije slag.
In Debrecen nam Deibler deel aan de Europese kampioenschappen zwemmen 2012. Op dit toernooi werd hij uitgeschakeld in de halve finales van zowel de 100 meter vrije slag als de 50 meter vlinderslag en in de series van de 50 meter vrije slag. Op de 4x100 meter wisselslag legde hij samen met Helge Meeuw, Christian vom Lehn en Marco di Carli beslag op de zilveren medaille. Samen met Markus Deibler, Dimitri Colupaev en Marco di Carli zwom hij in de series van de 4x100 meter vrije slag, in de finale eindigden M. Deibler, Colupaev en Di Carli op de vijfde plaats. Tijdens de Olympische Zomerspelen van 2012 in Londen eindigde de Duitser als vierde op de 100 meter vlinderslag, op de 4x100 meter wisselslag eindigde hij samen met Helge Meeuw, Christian vom Lehn en Markus Deibler op de zesde plaats.

## Internationale toernooien
| Jaar | Olympische Spelen                                            | WK langebaan                                                                              | WK kortebaan                                                                      | EK langebaan | EK kortebaan                                                                                           |
| ---- | ------------------------------------------------------------ | ----------------------------------------------------------------------------------------- | --------------------------------------------------------------------------------- | --- | --- |
| 2004 | geen deelname                                                |                                                                                           | geen deelname                                                                     | geen deelname | 23e 50m vrije slag · 32e 100m vrije slag · 4x50m vrije slag · Deibler zwom enkel in de series          |
| 2005 |                                                              | geen deelname                                                                             |                                                                                   | | 4e 50m vrije slag · 100m vrije slag · 5e 4x50m vrije slag · 4x50m wisselslag                           |
| 2006 |                                                              |                                                                                           | geen deelname                                                                     | 5e 4x100m vrije slag | 5e 50m vrije slag 5e 50m vlinderslag DQ 4x50m vrije slag                                               |
| 2007 |                                                              | geen deelname                                                                             |                                                                                   | | 5e 50m vrije slag · 7e 100m vrije slag · 4x50m vrije slag · 4x50m wisselslag                           |
| 2008 | 38e 50m vrije slag 33e 100m vrije slag 15e 4x100m vrije slag |                                                                                           | geen deelname                                                                     | geen deelname | 11e 50m vrije slag · 7e 100m vrije slag · 34e 200m vrije slag · 5e 4x50m vrije slag · 4x50m wisselslag |
| 2009 |                                                              | 17e 50m vrije slag 22e 100m vrije slag                                                    |                                                                                   | | geen deelname                                                                                          |
| 2010 |                                                              |                                                                                           | 4e 50m vrije slag · 50m vlinderslag · 21e 100m vlinderslag · 7e 4x100m wisselslag | 6e 50m vrije slag 4e 50m vlinderslag 9e 100m vlinderslag 5e 4x100m vrije slag DQ 4x100m wisselslag                                       | 50m vrije slag · 50m vlinderslag · 100m vlinderslag · 4x50m vrije slag · 4x50m wisselslag              |
| 2011 |                                                              | 6e 50m vlinderslag 15e 100m vlinderslag 7e 4x100m vrije slag Deibler zwom enkel de series |                                                                                   | | 11e 50m vrije slag · 25e 100m vrije slag · 8e 50m vlinderslag · 4e 4x50m vrije slag · 4x50m wisselslag |
| 2012 | 4e 100m vlinderslag 6e 4x100m wisselslag                     |                                                                                           | geen deelname                                                                     | 22e 50m vrije slag · 11e 100m vrije slag · 13e 50m vlinderslag · 5e 4x100m vrije slag · Deibler zwom enkel de series · 4x100m wisselslag | geen deelname                                                                                          |

## Persoonlijke records
Bijgewerkt tot en met 28 april 2013
Kortebaan
| Afstand          | Tijd    | Datum            | Plaats  |
| ---------------- | ------- | ---------------- | ------- |
| 50m vrije slag   | 20,73   | 15 november 2009 | Berlijn |
| 100m vrije slag  | 45,91   | 25 oktober 2009  | Aken    |
| 200m vrije slag  | 1.42,74 | 28 november 2008 | Essen   |
| 50m vlinderslag  | 21,80   | 14 november 2009 | Berlijn |
| 100m vlinderslag | 49,23   | 15 november 2009 | Berlijn |

Langebaan
| Afstand          | Tijd    | Datum            | Plaats    |
| ---------------- | ------- | ---------------- | --------- |
| 50m vrije slag   | 21,99   | 14 augustus 2010 | Boedapest |
| 100m vrije slag  | 48,45   | 27 april 2013    | Berlijn   |
| 200m vrije slag  | 1.47,71 | 19 april 2008    | Berlijn   |
| 50m vlinderslag  | 23,34   | 25 juni 2011     | Parijs    |
| 100m vlinderslag | 51,19   | 28 april 2013    | Berlijn   |